# Calanda (Spanien)
Calanda ist eine Stadt in der Provinz Teruel in der Autonomen Region Aragón in Spanien.
Calanda ist bekannt als Zentrum der Trommelprozessionen, die besonders in Niederaragonien in der Karwoche abgehalten werden. Die Stadt liegt an der Ruta del Tambor. 

## Gemeindepartnerschaften
- Calanda unterhält eine Partnerschaft mit der französischen Gemeinde Frouzins im Département Haute-Garonne.

## Persönlichkeiten
- Gaspar Sanz (getauft 1640–1710), Komponist und Gitarrist
- Antonio María Cascajares y Azara (1834–1901), römisch-katholischer Geistlicher, Kardinal
- Luis Buñuel (1900–1983), Filmregisseur

## Einzelnachweise

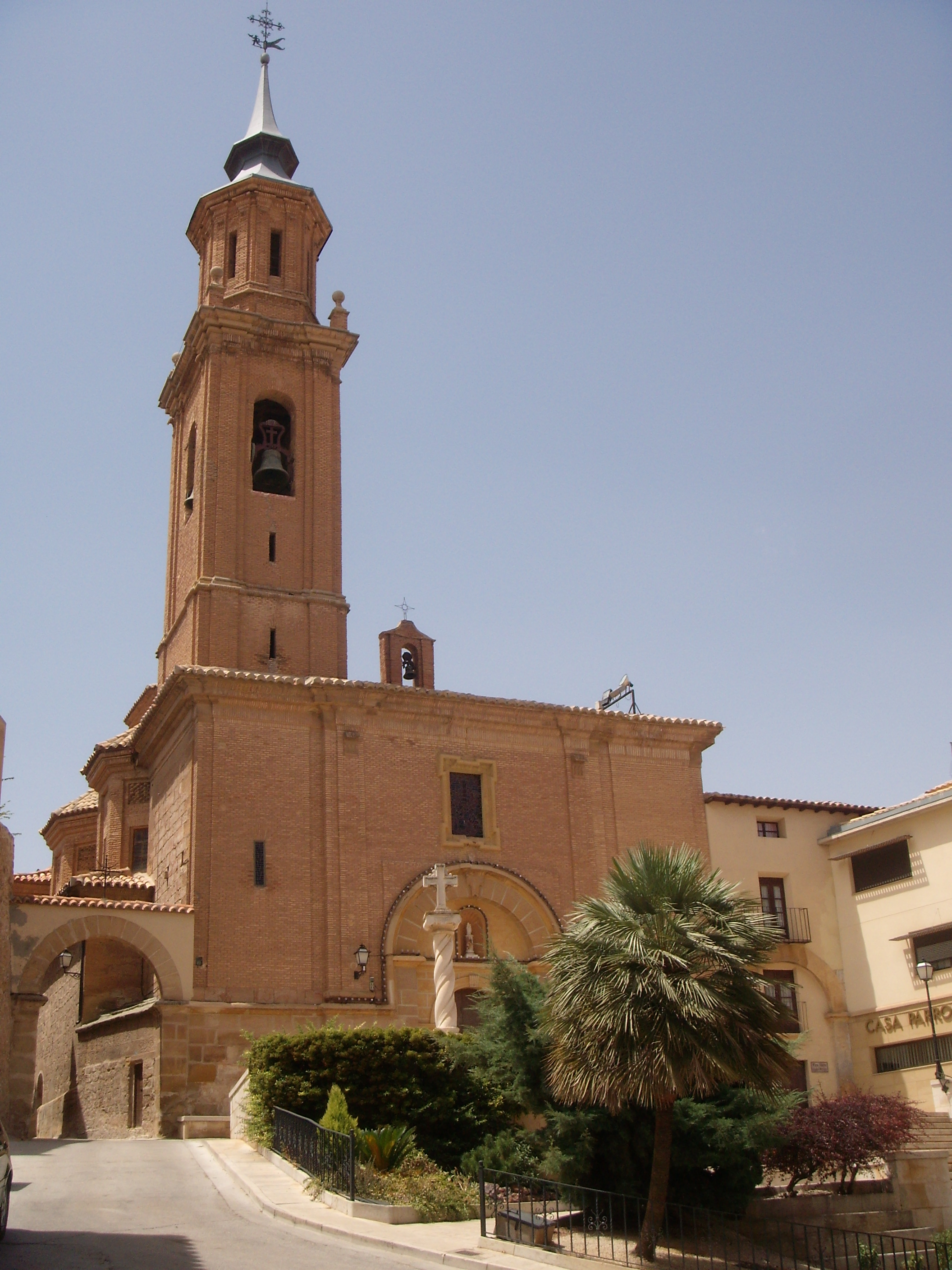
Calanda, Templo del Pilar